# Charmoise (rivière)
La Charmoise est une rivière du département de l'Essonne, affluent de la Rémarde.

## Géographie
Il n'y a pas d'affluents connus.

## Communes traversées
Elle traverse les communes de :
- Janvry
- Fontenay-lès-Briis
- Courson-Monteloup
- Bruyères-le-Châtel

## Pour approfondir